# Stertinius nobilis
Stertinius nobilis är en spindelart som först beskrevs av Tord Tamerlan Teodor Thorell 1890.  Stertinius nobilis ingår i släktet Stertinius och familjen hoppspindlar. Inga underarter finns listade i Catalogue of Life.